# لبر آموروزیس مادرزادی
لبر آموروزیس مادرزادی (به انگلیسی: Leber congenital amaurosis) یک بیماری ارثی و نادر چشمی است که به نظر می‌رسد در هنگام تولد یا در چند ماه اول زندگی بروز می‌کند.
یک شکل از لبر آموروزیس مادرزادی به‌طور موفقیت‌آمیزی با ژن درمانی در سال ۲۰۰۸ درمان شد.
این بیماری بر حدود ۱ در ۴۰٬۰۰۰ نوزاد تازه متولد شده تأثیر می‌گذارد. LCA برای اولین بار توسط تئودور لبر در قرن ۱۹ مطرح گردید. آن را نباید با بیماری نوروپاتی ارثی عصب اپتیک Leberکه بیماری متفاوت شرح داده شده توسط تئودور Leber است، اشتباه گرفت.

## علائم و نشانه‌ها
اصطلاح مادرزادی اشاره به وضعیت فعلی از تولد (نه به صورت اکتسابی) اشاره دارد و amaurosis اشاره به از دست دادن بینایی بدون ارتباط با یک ضایعه است. اما فراتر از این توصیفات کلی، بروز LCA می‌تواند متفاوت باشد به دلیل اینکه در ارتباط با ژن‌های متعددی است.
LCA است که به‌طور معمول با nystagmus، کندی یا عدم پاسخهای مردمکی و از دست دادن بینایی شدید یا نابینایی، شناخته می‌شود.

## ژنتیک
معمولاً با توارث اتوزومی مغلوب است؛ اما از همه مهم‌تر برای برنامه‌ریزی خانواده، آن است که گاهی اوقات اتوزومال غالباست. تصور می‌شود کهاین یک اختلال ناشی از رشد غیرطبیعی سلولهای فوتورسپتور است.
| Type  | OMIM   | Gene    | Locus        |
| LCA1  | 204000 | GUCY2D, | 17p13.۱      |
| LCA2  | 204100 | RPE65   | 1p31.3-p31.۲ |
| LCA3  | 609868 | SPATA7  | 14q31.۳      |
| LCA4  | 604393 | AIPL1   | 17p13.۲      |
| LCA5  | 604537 | LCA5    | 6q14.۱       |
| LCA6  | 605446 | RPGRIP1 | 14q11.۲      |
| LCA7  | 602225 | CRX     | 19q13.۳      |
| LCA8  | 604210 | CRB1    | 1q31-q32.۱   |
| LCA9  | 608553 | NMNAT1  | 1p36.۲۲      |
| LCA10 | 610142 | CEP290  | 12q21.۳۲     |
| LCA11 | 146690 | IMPDH1  | 7q32.۱       |
| LCA12 | 180040 | RD3     | 7q32.۱       |
| LCA13 | 608830 | RDH12   | 1q32.۳       |
| LCA14 | 604863 | LRAT    | 14q24.۱      |
| LCA15 | 602280 | TULP1   | 4q31         |
| LCA16 | 603208 | KCNJ13  | 2q37         |
| LCA17 | 601147 | GDF6    | 8q22         |
| LCA18 | 179605 | PRPH2   | 6p21         |

ژن CEP290 همراه با سندروم Joubert و همچنین نوع 10 LCA است.

## تشخیص
تست‌های ژنتیکی و تحقیقات مربوطه اخیراً در حال انجام در Centogene AG در روستوک آلمان انجام شدند؛ John and Marcia Carver Nonprofit Genetic Testing Laboratory در شهر آیووا، IA; مرکز پزشکی ژنتیک در پزنان، لهستان؛ آطمایشگاه‌های ژنتیک Miracaدر هوستون، TX; Asper بیوتکنولوژی در تارتو، استونی؛ ژنتیک CGC در پورتو، پرتغال؛ مؤسسه ژنتیک و تشخیص مولکولی CEN4GEN در ادمونتون کانادا و آزمایشگاه ژنتیک اصلی - بارسلونا اسپانیا است.

## درمان
یک فرم از LCA، بیماران مبتلا به LCA2 که متحمل جهش در RPE65 ژن شده، با موفقیت تحت درمان با ژن درمانی در آزمایش‌های بالینی قرار گرفتند. نتایج حاصل از سه آزمایش بالینی اولیه که در سال ۲۰۰۸ منتشر شد، ایمنی و اثر بخشی از ویروس آدنو مربوطه را برای بازگرداندن بینایی در بیماران LCA، نشان داد. در هر سه آزمایش بالینی، بیماران بهبود عملکرد بینایی شان را بدون عوارض جانبی، بدست آوردند. این مطالعات که با استفاده از ویروس-آدنو مربوطه انجام شده بود، تعدادی از مطالعات جدید برسی کنندهٔ ژن درمانی را برای بیماری شبکیهٔ انسان به وجود آورده‌است.
نتایج حاصل از فاز ۱ آزمایش توسط دانشگاه پنسیلوانیا و بیمارستان کودکان فیلادلفیا انجام شد و در سال ۲۰۰۹ منتشر شد که بهبودی پایدار در ۱۲ مورد (سنین ۸ تا ۴۴) با RPE65 مرتبط LCA پس از درمان با AAV2-hRPE65v2، یک ژن درمانی جایگزین را نشان داد. اولین مداخله همراه با نتایج بهتری شد. در این مطالعه بیماران بر اساس حضور آنتی‌بادی خاص به وکتور AAV2 استخراج شدند و درمان تنها برای یک چشم به عنوان یک اقدام احتیاطی، انجام گرفت. ۲۰۱۰ مطالعه اثر تجویز AAV2-hRPE65v2 در هر دو چشم را در حیوانات با آنتی‌بادی در حال حاضر پیشنهاد شده را ارزیابی کردند که پاسخ ایمنی بدن ممکن است در استفاده از درمان در هر دو چشم، پیچیده نباشد.
جراح چشم دکتر آل مگوایر و متخصص ژن درمانی دکتر ژان بنت روش مورد استفاده در بیمارستان کودکان را توسعه دادند.
دکتر سو سمپل-رولند در دانشگاه فلوریدا به تازگی ریکاوری دید را در یک مدل مرغی با استفاده از ژن درمانی را انجام داد.

## فرهنگ عامه
- در قسمت خاموشی در بلیزارد (فصل ۶ قسمت ۱۶) از درام تلویزیونی استخواندکتر جک Hodgins و همسر باردار خود آنجلا مونته نگرواست که یک LCA حامل باید صبر کنید در طول سراسر شهر بود blackout برای Hodgins است نتایج آزمایش ژنتیکی برای دیدن اگر او همچنین یک LCA حامل. او در واقع تبدیل به یک حامل دادن به فرزند متولد نشده خود را ۲۵٪ شانس داشتن LCA.
- در مجموعه تلویزیونی ER (فصل ۱۴ قسمت ۱۲ به نام "ایمان به غیب") دکتر ابی لاکهارت تشخیص یک جوان پرورش با Leber را مادرزادی amaurosis. دختر به این نقطه hid وضعیت او از خانواده فاستر. این قسمت شامل برخی از اطلاعات در مورد علائم بالینی تشخیص و اشاره ژن درمانی جایگزین و بالینی به عنوان امید برای کمک در مدیریت این بیماری است.
- در سریال کره‌ای پادشاه درام (قسمت ۱۶ "در جستجوی زمان از دست رفته") آنتونی کیم، بازی‌های برگزار شده توسط Kim Myung-minاست مبتلا Leber را مادرزادی amaurosis همان بیماری ساخته شده‌است که مادر خود را کور کنید.
- ۴ سال، Gavin که رنج می‌برد از یک فرم از LCA معروف ساخته شده بود در سال ۲۰۱۳ توسط یک ویدیو یوتیوب نشان دادن او با استفاده از عصای سفید برای اولین بار به حرکت به پایین جلوگیری شود.[۲۶] او بعد از آن به نظر می‌رسد در تلویزیون نشان می‌دهد کمی بزرگ عکس.